# Red Assisi

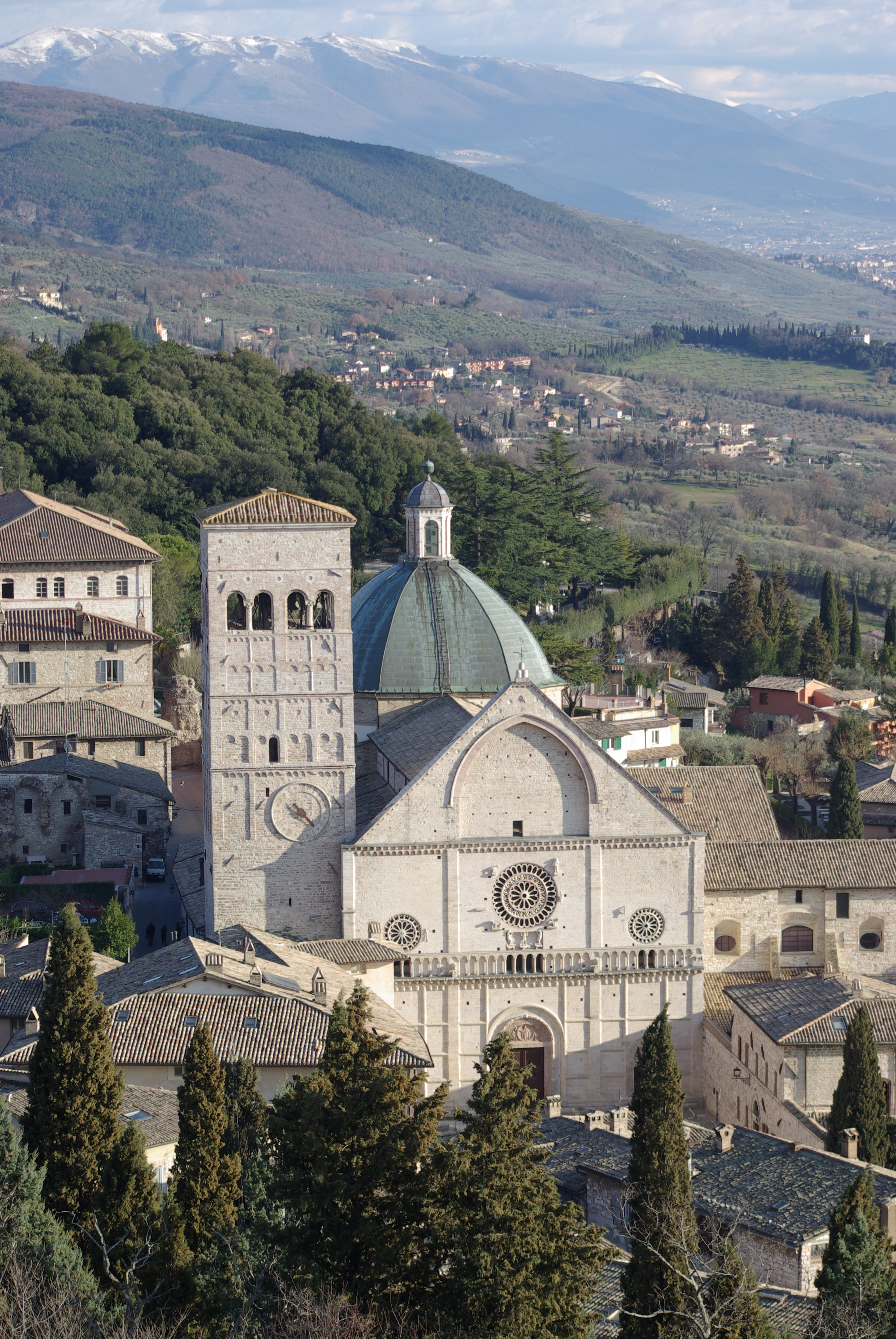
Assisi Cathedral. Las iglesias, monasterios y conventos de Assisi sirvieron de lugar seguro a muchos cientos de judíos durante la ocupación alemana.

La Red Assisi fue una organización clandestina establecida por la clerecía católica durante la Ocupación Nazi de Italia que protegía a judíos de los nazis. 
Las iglesias, monasterios y conventos de Assisi sirvieron de refugio seguro para muchos cientos de judíos durante al Ocupación Alemana. El historiador del Holocasuto Martin Gilbert acredita que la red establecida por el obispo Giuseppe Placido Nicolini  y el abad Rufino Niccacci del monasterio franciscano salvó a 300 personas.
Cuando los nazis empezaron a perseguir a los judíos, monseñor Nicolini, obispo de Assisi, ordenó al padre Aldo Brunacci dirigir la operación de rescate y arregló lugares de albergue en 26 monasterios y conventos, y proveyendo papeles falsos para circular por la Red Assisi.  Nicolini autorizó el ocultamiento de judíos en lugares que regularmente estaban clausurados para los foráneos por regulaciones eclesiásticas y su "Comité de Ayuda" transformó Assisi en un refugio para muchos judíos los cuales mientras ayudaban a otros a pasar con seguridad a través de la población hasta otros lugares seguros. El respeto a las prácticas religiosas judías permitió que viera la luz la celebración del Yom Kippur celebrado en Assisi en  1943, con las monjas preparando la comida para terminar el ayuno.
Las actividades de la red fueron objeto de la edición de un libro del año 1978, The Assis Underground (El Assisi Cladestino) de Alexander Ramati y la subsecuente película de 1985, protagonizada por Ben Cross.